# Clientélisme
Le clientélisme est un système d'échanges interpersonnels non marchands de biens et de services échappant à tout encadrement juridique, entre des individus disposant de ressources inégales (le « patron » et ses « clients »),. Malgré une vision justifiée largement répandue du caractère antidémocratique du clientélisme, notamment en politique, il convient d'affirmer que le clientélisme est également un moyen de politiser les populations,, mais aussi de pallier le déficit d'implantation des services publics ou de réduire les inégalités.

## Typologie
Jean-François Médard distingue deux types de clientélisme : formel – quand il est codifié comme le cas du féodalisme – et informel – aussi appelé patronage. Le clientélisme peut prendre la forme du favoritisme lorsque le « patron » cherche à élargir sa sphère d'influence par l'octroi d'avantages indus.
Le clientélisme comme concept doit ses origines à des recherches, au sein de l’anthropologie sociale au Royaume-Uni, au début des années 1950. Cependant, la réflexion sur le clientélisme demeure marginale dans la plupart des travaux car elle se focalise uniquement sur un questionnement général de la détermination d’un ordre politique et de ses fonctions globales.
À la fin des années 1960, la définition du clientélisme, notamment celle de Jean-François Médard, se développe au sein des milieux académiques, comme fruit d’un accord, lorsque les recherches sur le clientélisme se sont développées dans les sciences sociales et politiques.
Lorsque Alain Garrigou, professeur en science politique, analyse le processus de politisation sous la IIIe République, il affirme que le clientélisme politique se propage en même temps que le droit du suffrage et qu’il aide, paradoxalement, à l’apprentissage et à l’acceptation de l’acte électoral. La dynamique de la concurrence politique va conduire les républicains à dénoncer la mainmise des notables sur les électeurs. Pourtant, même si les républicains sont les derniers à être entrés dans le champ politique, ils n’en sont pas moins amenés à les concurrencer en créant leurs propres réseaux clientélaires, reposant sur une savante exploitation des ressources que procure le contrôle de l’État et du parlement.

## Antiquité

### Rome antique
L'origine du clientélisme peut être retracée depuis la Rome antique. À cette époque, les relations entre le patron et le client étaient considérées cruciales pour comprendre le processus politique. Bien que leurs obligations les uns envers les autres soient réciproques, le point essentiel est qu'elles étaient hiérarchiques.
Le clientélisme est la relation qui à Rome unissait un patron à son client. Le client (« celui qui obéit »), individu de position sociale modeste, se mettait sous la protection du riche patron, qui lui assurait une aide matérielle régulière en échange de divers services : appui électoral, accompagnement au forum, soutien lors des procès[réf. nécessaire].
Lors de la crise de la République romaine, les démagogues se constituaient des clientèles nombreuses, et transformaient parfois leurs apparitions au forum en manifestations réunissant plusieurs centaines de personnes.

## Mawla
Dans le monde arabe, aux premiers siècles de l'islam, les tribus possédaient des esclaves qu'ils affranchissaient assez souvent ; ceux-ci devenaient alors des mawâlî (pluriel de mawlâ') ou clients du personnage dont ils avaient été l'esclave,. Ainsi, des gens de l'extérieur venaient agrandir le groupe. Cette pratique largement utilisée dans les pays conquis joua un rôle essentiel dans le mouvement d'intégration des conquérants minoritaires dans les zones dominées.
Les habitants libres de la région une fois convertis, ou bien des esclaves, devenaient des clients de la tribu et recevaient ainsi des charges importantes de la part des chefs de clans et, parfois, pouvaient atteindre rapidement des postes de responsabilité et un rang social élevé.

## Définition politique
Le clientélisme s'entend ici comme une faveur injustifiée accordée à une personne, souvent en échange de son vote. Le clientélisme politique fait partie de pratiques informelles et illégales, et sont largement considérées comme antidémocratiques, faussant le jeu d'élections libres. Les députés français sont ainsi parfois accusés de clientélisme en faveur de leurs administrés locaux, en faisant pression sur le gouvernement pour l'obtention de crédits en faveur de leur circonscription.
Dans bien des régions les liens de clientèle politique basés sur le service rendu passent d'une génération à l'autre, c'est le clanisme comme en Corse. Si le lien est fondé sur la contrainte économique ou la violence, on appelle cela du caciquisme.
Le clientélisme politique, comme le définit Anticor, repose sur un échange entre le « client » et l’élu pouvant être résumés de la manière suivante: c’est l’idée d’un pacte s’inscrivant dans la durée avec, d’un côté, un apport de voix et parfois une aide militante et, de l’autre, un emploi, un service ou encore une subvention à une association. Ainsi l’échange n’aura de sens uniquement si l’avantage qu’il procure au « client » repose sur l’arbitraire de l’élu, le « client ». Le contrôle n’est généralement pas transparent. On peut prendre ici l’exemple des associations subventionnées par les mairies qui devront prendre parti au moment des élections. La subvention à ce titre est le levier politique par excellence. En affichant son soutien à l’élu, l’association est assurée du renouvellement de ces subventions si l’équipe est reconduite. Dans le cas contraire, elle risque de tout perdre. Le clientélisme apparaît ainsi comme une zone grise dont la frontière avec la corruption est abstraite, mais il n’est pas considéré comme illégal.
Par ailleurs, les termes de corruption et de clientélisme sont souvent accolés l’un à l’autre. Donatella Della Porta fait la distinction entre le clientélisme, qui doit être perçu comme un échange de faveurs contre des suffrages électoraux, et la corruption politique qui est définie comme un troc ou des décisions politiques contre argent.
Le clientélisme politique constitue à la fois un mode de fonctionnement mais également de dysfonctionnement de l’état car il constitue la négation des valeurs qui fondent l’État et la démocratie. C’est la distinction public/ privé qui est ici en jeu. En effet, lorsqu’il y a interférence entre un échange social de nature privée avec le domaine public (distinction entre le politique et l’administratif), il s’agit d’une forme de corruption ne relevant pas de l’échange économique mais de l’échange social. Cela relève donc du clientélisme au même titre que le copinage politique ou le népotisme.
La distinction entre clientélisme politique et corruption économique est une distinction analytique. Il est en effet difficile de les distinguer dans la réalité car souvent imbriquées.
La corruption économique n’a pas qu’une fin économique puisqu’elle permet d’entretenir la clientèle politique nécessaire à la survie politique des dirigeants.
Cependant, les liens sociaux qui constituent les rapports de clientèles ont pu être détruit par la corruption incontrôlée.
Aussi, le clientélisme politique est instrumentalisé par la corruption économique. En effet, D. Della Porta décrit d’un cercle vicieux clientélisme-corruption-clientélisme dans lequel le clientélisme et la corruption vont dans les deux sens, c’est-à-dire que le clientélisme pousse à la corruption et que la corruption pousse au clientélisme.

## Différentes formes

### Construction d’un territoire
Le clientélisme produit une division de l’espace selon une différenciation sociale de distribution au sein d’un même territoire. Elle fait référence à des politiques qui tendent délibérément à créer des séparations, des mises à l’écart, des territoires particuliers. Elle soulève la question de la capacité des agents à négocier leur marge de manœuvre, à développer des stratégies pour échapper ou accepter leur positionnement dans cette construction du territoire.

### Dans l’action publique
En effet, au sein même de l’action publique le clientélisme est présent : au sein des associations, des organisations territoriales et des agents qui les constituent.
De quelle manière le clientélisme s’est étendu à chacune des sphères des individus, qu’ils soient patrons ou clients ?
Le clientélisme est donc présent dans chacune des sphères, privés ou individuelles, clients ou patrons.

### Clientélisme de marché
À la base on parle de clientélisme dans l’action d’un échange entre deux personnes qui trouvent un compte plus ou moins élevé selon s’ils sont patrons ou clients. En termes d’économie, le clientélisme est étroitement lié au marché de production, qu’il fait fonctionner.
On peut également parler de clientélisme de marché politique : on échange des votes contre des promesses d’interventions publiques.

### Clientélisme politique
Lorsque la caste politique prend des décisions afin de plaire à sa base électorale sans égards aux conséquences que cela aura sur le reste de la population, même si celle-ci représente la majorité.

## Causes et conséquences: débats scientifiques
Le clientélisme est compliqué à examiner en France, notamment à cause du manque de données. Il n’est pas dans l’intérêt de tous, au sein des universités, de fournir des coûts, des noms, des lieux. De plus, il est toujours possible pour les élus de se défendre du clientélisme en évoquant des actes de solidarité ou d’amitié. Il est courant de se servir d’une définition non précise du clientélisme pour s’en soustraire. C’est pourquoi le travail de journalisme d’investigation est primordial pour analyser au mieux ces phénomènes.
Le clientélisme se retrouve dans le contexte d’une économie développée au sein de laquelle domine le secteur public. Au lendemain de la Seconde Guerre mondiale, la France se reconstruit et se repose principalement sur les écoles, les hôpitaux, les logements sociaux, ainsi ce qui peut être bénéfique à la population, et devenir le contexte idéal pour les phénomènes clientélistes. Aujourd’hui, cela se traduit davantage par l’attribution de subventions publiques.
Dans les travaux de sociologie du clientélisme, on évoque également la construction du système. Il ne s’agit pas d’individus construisant le système par ces avantages, mais bien des rouages anciens qui perdurent. Les pratiques du clientélisme ont tout intérêt à être préservées dans le système, qui se fait ainsi sélectionneur de ses acteurs, et non pas les acteurs façonnant le système. Il existe un renouvellement politique mais la structure demeure identique.
La frontière entre clientélisme et corruption est difficile à établir, de même que la frontière entre légalité et illégalité. Ces deux phénomènes peuvent être dus au mauvais fonctionnement des démocraties. En effet, lorsqu’une minorité s’exprime en faveur d’une certaine personne politique grâce à la garantie du clientélisme, une minorité qui le subit est réduite au silence. Pour pallier ce problème, la question du vote est essentielle. C’est en s’exprimant contre des personnes faisant appel au clientélisme, et faisant ainsi marcher les fondamentaux de la démocratie. De plus, le risque de ségrégation s'accroît dû à la pratique du clientélisme. Lorsque les offres d’avantage sont inférieures aux demandes, les votes se tournant vers l’extrême‑droite s’accumulent.[réf. nécessaire]